# Huasco (kommun i Chile)
Huasco är en kommun i Chile.   Den ligger i provinsen Provincia de Huasco och regionen Región de Atacama, i den centrala delen av landet, 600 km norr om huvudstaden Santiago de Chile.
Omgivningarna runt Huasco är i huvudsak ett öppet busklandskap. Trakten runt Huasco är nära nog obefolkad, med mindre än två invånare per kvadratkilometer.